# Малина хмелелистная
Малина хмелелистная , или Костяника хмелелистная (лат. Rubus humulifolius) — вид многолетних травянистых растений рода Малина семейства Розовые (Rosaceae).

## Ботаническое описание
Многолетнее растение.
Корневище ползучее, черновато-коричневое, тонкое, сильно разветвленное.
Побеги 10—30 см высотой, цветоносные — с одревесневающим основанием, в остальном — травянистые. Простые, прямостоящие или восходящие, рассеянно шиповато-щетинистые, с оттопыренными прямыми, тонкими щетинками различного размера, голые или опушенные.
Листья сердцевидные, шире своей длины, около 4—8 × 3,5—9 см, трехнадрезные, боковые лопасти часто также двулопастные, край надрезанно-удвоенно-пильчатый. Верхняя сторона щетинисто-волосистая, зелёная, нижняя — опушенная, щетинистая по жилкам, зеленоватая. Конечная лопасть яйцевидная, острая. Черешки длинные, 2—6 см, сверху желобчатые, щетинистые, голые или опушенные. Прилистники линейные, часто незаметные.
Цветки верхушечные, одиночные или реже по 2—3 в соцветии, пятичленные, обоеполые. Цветоносы выраженные, поникающие, 1—2 см. Чашелистики прямостояще-оттопыренные, ланцетные, снаружи опушенные. Лепестки длиннее чашелистиков, ланцетные, приостренные, белые. Тычинки многочисленные, намного короче лепестков, плодолистиков 5.
Плоды часто одиночные, крупные, кислые. При созревании красные, шаровидные. Косточка сетчато-морщинистая.
Хромосомное число 2n = 14.

## Ареал и экология
Вид распространен в Японии, Китае, Корее и Монголии. На территории России встречается в Европейской части, западной и восточной Сибири, на Дальнем Востоке.
Гигрофит — предпочитает влажные и сыроватые местообитания в хвойных лесах, на сырых участках среди кустарников, на сфагновых болотах. Произрастает на бедных, кислых почвах. Микотроф.

## Охранный статус
Таксон внесен в региональные Красные книги:
- Республики Башкортостан со статусом 3 (редкие растения) и БУ/NT — находящиеся в состоянии, близком к угрожаемому/Near Threatened[5]
- Вологодской области под названием Хмеленика хмелелистная со статусами 2, 3, 5 — «вид/подвид с неясным характером распространения в пределах области», «вид/подвид, приуроченный к местообитаниям, быстро сокращающим свои площади на территории области», «вид/подвид, имеющий малую численность в популяциях, но достаточно широко распространенный на территории области»[6]
- Костромской области в категории 5 — восстанавливаемый и восстанавливающийся вид[7]
- Ярославской области в категории 2 — уязвимые виды[8]
- Ленинградской области со статусом по классификации МСОП — VU (уязвимый вид), по внутренней классификации — 3 (редкий вид)[9]
- Республики Марий Эл со статусом 3 (редкий вид)[10]

## Классификация

### Таксономическое положение
- Rubus humulifolius C.A.Mey., 1848, Beitr. Fl. Russl. 5: 57

Вид Малина хмелелистная включается в род Малина (Rubus) семейства Розовые (Rosaceae) порядка Розоцветные (Rosales), последовательно входящего в более крупные клады Фабиды → Розиды → Суперрозиды → Эвдикоты → Цветковые растения. Таксономическая схема в соответствии с Системой APG IV по состоянию на июнь 2024 года:
|  |                          |  |                                   |                                   |                   |  | еще 8 семейств | еще 8 семейств |                         |  |  |  | еще 1 802 подтвержденных вида и 4 889 видов, ожидающих подтверждения |
|  |                          |  |                                   |                                   |                   |  | еще 8 семейств | еще 8 семейств |                         |  |  |  | еще 1 802 подтвержденных вида и 4 889 видов, ожидающих подтверждения |
|  |                          |  |                                   | порядок Розоцветные               |                   |  |                |                | род Малина              |  |  |  |                                                                      |
|  |                          |  |                                   | порядок Розоцветные               |                   |  |                |                | род Малина              |  |  |  |                                                                      |
|  | клада Цветковые растения |  |                                   |                                   | семейство Розовые |  |                |                | вид Малина хмелелистная |  |  |  |                                                                      |
|  | клада Цветковые растения |  |                                   |                                   | семейство Розовые |  |                |                |                         |  |  |  |                                                                      |
|  |                          |  | ещё 63 порядка цветковых растений | ещё 63 порядка цветковых растений |                   |  |                | еще 116 родов  | еще 116 родов           |  |  |  |                                                                      |
|  |                          |  |                                   | ещё 63 порядка цветковых растений |                   |  |                |                | еще 116 родов           |  |  |  |                                                                      |